# Том и Джерри (фильм, 2021)
«Том и Джерри» (англ. Tom & Jerry) — американский комедийный фильм 2021 года, основанный на героях серии мультфильмов, анимационных сериалов и короткометражных театральных фильмов с таким же названием, созданных Уильямом Ханной и Джозефом Барбера, спродюсированный Warner Animation Group и распространяемый Warner Bros. Pictures. Режиссёр (и исполнительный продюсер) фильма Тим Стори по сценарию Кевина Костелло.
В России и в других странах фильм продвигается как «Том и Джерри: Фильм».

## Сюжет
После бесчисленных лет конфликта Кот Том и Мышонок Джерри переезжают в Нью-Йорк, чтобы начать всё сначала. Том, мечтающий стать пианистом, играет в Центральном парке, притворяясь слепым для привлечения зрителей, пока Джерри ищет себе новый дом. Во время одного из выступлений Тома Джерри вступает с ним в драку, которая заканчивается тем, что пианино Тома ломается, Джерри убегает, а Том сталкивается с бандой уличных кошек во главе с Бутчем.
Кайла Форестер — молодая девушка, кочующая от работы к работе. Она натыкается на Тома, когда он преследует Джерри, из-за чего одежда, которую она доставляет, пачкается, и в конечном итоге её увольняют. Кайла посещает отель Royal Gate, обманывает соискательницу работы, прогнав её и забрав её резюме, с помощью которого устраивается на работу и получает задание помочь Терренсу Мендозе, организатору мероприятий, с громкой свадьбой. В это время Джерри поселяется в отеле, где ворует еду и предметы, чтобы обставить свой уголок побогаче.
Когда брачующиеся, Прита Мехта и её жених Бен, вместе со своими домашними животными Спайком и Тутс прибывают в отель, их приветствуют Кайла и Терренс. Кайла очаровывает пару, не подозревая о том, что Джерри пробирается в сумочку Приты и крадёт оттуда кольцо. Когда пару проводят в номер, становится известно о присутствии мышонка, что ставит свадьбу под угрозу. Кайла предлагает помочь поймать Джерри так, чтобы не узнали постояльцы, что впечатляет Генри Дюбро, владельца отеля. Во время охоты на мышонка Кайла знакомится с барменом Кэмероном и понимает, что поймать Джерри будет трудно.
Тем временем подавленный Том впадает в отчаяние, пока не замечает Джерри в одном из номеров отеля. Наполненный гневом кот пробирается внутрь, и в процессе драки животные громят комнату. Кайла прибегает в номер из-за жалоб на шум и встречает Тома, который преследует ту же цель, что и Кайла — поймать Джерри. Кайла убеждает Дюбро нанять Тома, и Дюбро принимает его на работу, несмотря на возражения Терренса.
Спустя некоторое время Том выгоняет Джерри из отеля. Тем временем Кайла узнает от Приты, что её обручальное кольцо пропало, и предлагает ей найти его, не сообщая о пропаже жениху, и завязывает с ней дружеские отношения. Узнав, что Том избавился от Джерри, Кайла празднует с Кэмероном, пока Том играет на пианино. Однако Джерри возвращается и бросает шар для боулинга на лапу Тома. Джерри сообщает, что обручальное кольцо Приты было у него, и соглашается вернуть его ей, если Кайла позволит ему остаться в отеле. Прежде чем Кайла успевает согласиться, с выгула Спайка возвращается Терренс, заметивший мышонка. Тот успевает спрятаться в карман пальто Кайлы, в который Терренс пытается заглянуть, что в итоге создаёт хаос, в котором Спайк, Том и Джерри громят вестибюль отеля и его уникальный витраж. Терренса отправляют в отпуск, а Кайла становится организатором мероприятий. Однако махинации Тома и Джерри чуть не поставили под угрозу работу Кайлы, пока она не отложила в сторону разногласия между кошками и мышками и не сказала им, что они должны поладить и провести вместе целый день как можно дальше от отеля, иначе она их выселит.
Поездка сдружает врагов, а Кайла готовит отель к свадьбе. Но на бейсбольном стадионе Том ловит бейсбольный мяч вместо игрока, прервав матч и разозлив как зрителей, так и игроков. После этого Тома и Джерри отвозят в питомник. Когда Терренс навещает Тома и Джерри, он каждому из них поодиночке начинает врать об их якобы ложной дружбе, зля их обоих. Каждому он обещает освободить одного, но не другого, но тайно освобождает обоих. В начале свадьбы Терренс подстрекает Тома и Джерри к драке, что в конечном итоге расстраивает свадьбу и приводит к тому, что Кайла признаётся в обмане и увольняется, а Тома выгоняют из отеля.
Осознав, что свадьба была сорвана по их вине, Том и Джерри наконец отложили в сторону свои разногласия и решили всё исправить. Переманив на свою сторону Кайлу, все вместе с Терренсом, который примиряется с Кайлой, составляют план. Том и Джерри преследуют Приту на электрическом скейтборде, крадут Тутс и заманивают девушку к Бену. В конечном итоге свадьба в парке проходит лучше, чем планировалось. Прита и Бен открываются друг другу, а Кайла вместе с девушкой, у которой она украла резюме, Линдой Петтибейкер, получают работу в отеле.
Когда фильм заканчивается, свадьба продолжается по плану, пока шалость Джерри не приводит к его очередной битве с Томом, и в неё втягиваются все животные поблизости. В сцене после титров Бен узнаёт, что ему выставлен счёт за обе свадьбы.

## В ролях
| Актёр              | Роль            |
| ------------------ | --------------- |
| Хлоя Грейс Морец   | Кайла Форестер  |
| Майкл Пенья        | Терренс Мендоса |
| Колин Джост        | Бен             |
| Роб Дилейни        | Генри Дюбро     |
| Кен Джонг          | Джеки           |
| Паллави Шарда      | Прита Мехта     |
| Джордан Болджер    | Кэмерон         |
| Пэтси Ферран       | Джой            |
| Даниэль Адегбойега | Гэвин           |
| Кристина Чонг      | Лола            |

## Производство

### Развитие
Планы по созданию фильма по «Тому и Джерри» с живыми актёрами были объявлены ещё в 2009 году после успеха фильма «Элвин и бурундуки». Проследив происхождение Тома и Джерри на фоне Чикаго. Продюсировать фильм должен был Дэн Лин по сценарию Эрика Гравнинга.
6 апреля 2015 года планы перешли от игрового фильма к полностью анимационному фильму и по задумке всё должно было остаться «в том же духе, что и исходный материал.»
В октябре 2018 года было объявлено, что Тим Стори будет режиссёром фильма по «Тому и Джерри» для Warner Bros., съёмки которого начались в 2019 году. Сообщалось, что Стори обсуждал с руководителями Warner Bros., чем он был заинтересован в режиссуре, ещё до того, как снял новый фильм «Шафт». Когда появился фильм «Том и Джерри», Стори сразу же «упомянул о своём восхищении персонажами и о том, как он хотел бы заняться этой собственностью».

### Актёрский состав
В марте 2019 года сообщалось, что Зои Дойч и Оливия Кук были лидерами на главную роль Кайлы в фильме, «которая объединилась с Томом, чтобы помешать надоедливому Джерри испортить важное событие». Кроме того, София Карсон, Эль Фаннинг, Дженнифер Лоуренс, Ариэль Винтер, Наоми Скотт, Мэг Доннелли, Хейли Стейнфилд , Яра Шахиди, Келли Мари Трэн, Бекки Джи и Изабела Монер рассматривались на роль. Позже в том же месяце сообщалось, что Питер Динклэйдж рассматривался на роль Терренса, босса Кайлы и человеческого антагониста в фильме. В апреле Хлоя Грейс Морец вела последние переговоры о съёмках в фильме. Морец охарактеризовала Кайлу как «во многом похожую на Джерри» и как «девушку, которая боролась за то, чего хотела достичь, но понимала, что время и честность — вот то, чем она в конечном итоге будет преобладать». Она также заявила, что Кайла «немного не похожа на некоторые решения, которые она принимает», но всё же она хотела, чтобы персонаж чувствовал себя симпатичным. Морец вдохновлялась исполнением роли Боба Хоскинса в роли Эдди Валианта в фильме «Кто подставил кролика Роджера», а также актрисами Сандра Баллок, Дженнифер Энистон, Люсиль Болл и Мег Райан. В мае 2019 года Майкл Пенья присоединился к актёрскому составу в роли, которую искал Динклэйдж. Колин Йост, Кен Джонг, Роб Дилейни, Джордан Болджер и Паллави Шарда были добавлены в состав участников в июле. Пэтси Ферран была объявлена частью актёрского состава в сентябре 2019 года.
В ноябре 2020 года Ники Джем и Лил Рел Ховери объявили, что были задействованы в фильме для озвучки. 2 декабря 2020 года Джем объявил, что он будет озвучивать кота Бутча в фильме.

### Съёмки
Основные съёмки началась в июле 2019 года в Warner Bros. Studios, Leavesden в Хартфордшире, Англия. Во время съёмок присутствовали аниматоры, позволяя актёрам импровизировать. Съёмки прекратились до того, как индустрия была закрыта в связи с пандемией COVID-19.

### Анимация
Услуги по анимации были предоставлены Framestore, который нанял 3D-аниматоров, увлеченных 2D-анимацией. Стратегия, которую использовали аниматоры, заключалась в том, чтобы создать анимацию на основе стилизованной среды моделирования 3D/CGI VFX через винтажную 2D-отделку путём создания инновационного оснащения, методов анимации, используемых для создания 2D-анимации, и настраиваемых инструментов, таких как освещение и рендеринг. Фильм снят по технологии 3D/CGI-анимации, сохраняющей внешний вид 2D-анимации в духе оригинальных классических короткометражек 1940-х и 1950-х годов, на которые аниматоры опирались в своей работе. Во время пандемии работа над анимацией велась дистанционно: создатели фильма творчески исследовали определённые кадры и дорабатывали материал через производственные группы.

### Музыка
22 июля 2020 года было объявлено, что постоянный соавтор и композитор Тима Стори Кристофер Леннерц должен написать музыку к фильму. Альбом был выпущен WaterTower Music 12 февраля и содержит 30 треков.

## Релиз

### Прокат и стриминги
«Том и Джерри» был выпущен в США 26 февраля 2021 года Warner Bros. Pictures, в кинотеатрах и в течение месяца транслировался на HBO Max. Фильм случайно вышел в день рождения Текса Эйвери, при том, что на секунду в фильме появился один из созданных им персонажей, Друпи, в приюте для животных и в пародии на Джокера с рекламным щитом. Изначально планировалось, что фильм выйдет 16 апреля 2021 года, но его перенесли на 23 декабря 2020 года. Затем фильм был перенесен на 5 марта 2021 года из-за пандемии COVID-19, а затем был ещё на неделю, чтобы избежать конкуренции с диснеевским мультфильмом «Райя и последний дракон». Это первый фильм, в котором официально дебютировал новый логотип Warner Animation Group, соответствующий щиту, который Warner Bros. дебютировал в ноябре 2019 года.
Фильм был впервые показан в Нидерландах 10 февраля 2021 года, по совпадению, к 81-й годовщине мультфильма 1940 года «Кот получает пинка», в котором впервые появились мультгерои. Он был выпущен в Бразилии, Саудовской Аравии и Сингапуре 11 февраля, затем в Исландии, Индии, Литве и Болгарии 19 февраля 2021 года. Также планировалось, что он будет выпущен в России и Словакии 25 февраля, а на следующий день — в Китае.

### Маркетинг
Группа персонажей появилась на 94-м параде в День благодарения в Мэйси, чтобы продвинуть фильм. 1 сентября 2020 года было объявлено, что австралийская компания по производству игрушек Moose Toys заключила сделку с Warner Bros. о производстве товаров для фильма вместе с предстоящим фильмом «Космический джем 2: Новое поколение».

## Приём

### Сборы
Первоначально фильм был выпущен на семь международных рынков, собрав 1,45 миллиона долларов; Лидировал в Сингапуре с 457000 долларов. Ко второму уикэнду международного проката фильм показывался на 16 рынках, в том числе дебютировал под номером один в Бразилии (746 000 долларов) и Мексике (395 000 долларов).

### Критика
Веб-сайт Rotten Tomatoes выдал фильму 26 % на основе 38 рецензий со средней оценкой 4,2/10. Консенсус сайта гласит: «Это не худшее из полнометражных приключений дуэта, который долго скандалил, но „Тому и Джерри“, к сожалению, не хватает анархического духа их классических короткометражек». Metacritic присвоил фильму средневзвешенную оценку в виде 32 баллов из 100 на основе 13 рецензий, фильм получил «в целом неблагоприятные отзывы». Зрители CinemaScore дали фильму среднюю оценку «A-» по шкале от A+ до F.
Джон Дефор, писавший для The Hollywood Reporter сказал, что зрители должны вместо этого фильма просто пересмотреть «Кто подставил кролика Роджера», и написал: «„Том и Джерри“ от Тима Стори — это от пяти до десяти минут действия, которое могло бы сработать в одном из короткометражек мультипликационного дуэта, окруженного чрезмерным количеством лишённых воображения, несмешных человеческих конфликтов».
IGN дал фильму оценку 6/10 и написал: «„Том и Джерри“ — достаточное семейное предложение с классным актёрским составом, блестящим саундтреком и время от времени весельем. Слишком плохо, что Том и Джерри часто чувствуют себя неуместными в своём собственном фильме и что им нечего было делать, кроме как служить чужой истории». Питер Дебрюж из Variety сказал: «Да, этот фильм — гибрид, что означает, что у Тома и Джерри есть полный состав коллег из плоти и крови, но режиссёр Тим Стори установил простое правило из вступительной сцены, и он его придерживается: каждое животное в фильме, от поющих голубей до золотой рыбки в люксе, представлены как очаровательно оформленные мультяшные персонажи… этого достаточно».

### Награды
| Год  | Награда                       | Категория                                  | Номинант         | Результат | Ссылки |
| ---- | ----------------------------- | ------------------------------------------ | ---------------- | --------- | ------ |
| 2021 | Альянс женщин-киножурналистов | Премия за ремейк или продолжение           | Том и Джерри     | Номинация | [ 45 ] |
| 2021 | Альянс женщин-киножурналистов | Она заслуживает награды                    | Хлоя Грейс Морец | Номинация | [ 45 ] |
| 2021 | Награда «Выбор народа»        | Любимый семейный фильм                     | Том и Джерри     | Номинация | [ 46 ] |
| 2022 | Золотая малина                | Худший приквел, сиквел, ремейк или плагиат | Том и Джерри     | Номинация | [ 47 ] |
| 2022 | Золотая малина                | Худшая экранная комбинация                 | Том и Джерри     | Номинация | [ 47 ] |
| 2022 | Kids’ Choice Awards           | Любимый фильм                              | Том и Джерри     | Номинация | [ 48 ] |

## Анимационный спин-офф и возможное продолжение
Оригинальный мультсериал для HBO Max«Том и Джерри в Нью-Йорке»,созданный в стиле «Шоу Тома и Джерри», является продолжением фильма, в котором Том и Джерри становятся новыми жителями отеля Royal Gate и продолжают устраивать хаос по всему зданию и за его пределами в Манхэттене. Он был выпущен 1 июля 2021 года.
Сообщается, что режиссер Тим Стори и сценарист Кевин Костелло выразили заинтересованность в создании продолжения фильма. Они надеются включить в него ещё больше персонажей из оригинальных мультфильмов «Том и Джерри», таких как кузен Масл и дядя Пекос.